# Gradius
Gradius (グラディウス?, Guradiusu), pubblicato anche con il titolo Nemesis fuori dal Giappone, è uno sparatutto a scorrimento orizzontale prodotto dalla Konami nel 1985, primo di una lunga serie di giochi. Nato come videogioco arcade, venne poi convertito per numerosi computer e console, di solito edito dalla stessa Konami.

## Trama
L'astronave Vic Viper affronta da sola l'intero impero galattico di Bacterion, una razza extraterrestre di parassiti in grado di colonizzare interi pianeti.

## Modalità di gioco
Per la grafica dei livelli viene usato uno stile "biomeccanico", così definito perché ad ambientazioni tecnologiche se ne alternano altre in cui le strutture sono costituite da masse di strano materiale organico. La novità ha subito preso piede tra i produttori di videogiochi, e questo particolare stile è stato ripreso e sviluppato da diversi altri titoli similari, fra cui R-Type.
L'aspetto più innovativo di Gradius è il sistema di power-up, concepito diversamente da tutti gli altri titoli allora presenti sul mercato. A differenza degli altri giochi, in cui sono presenti svariati tipi di power-up con determinati effetti sul giocatore, in Gradius il sistema di potenziamento è progressivo: esiste un unico tipo icona da raccogliere, e alla prima icona raccolta il primo segmento della barra posta nella porzione inferiore dello schermo si illumina (la seconda icona raccolta illuminerà il secondo segmento e così via, fino a ricominciare da capo). A questo punto al giocatore si presentano due opportunità: acquisire l'arma o la facoltà indicata in quel momento dalla barra, premendo il bottone apposito (a quel punto la barrà si resetterà e il computo delle icone ricomincerà dal primo segmento), oppure raccogliere tante icone quante ne servano per illuminare l'arma desiderata.
Questo sistema aggiunge un pizzico di strategia alla partita, in quanto al giocatore è lasciata la scelta di quali caratteristiche della navicella potenziare prima per il livello in corso: ad esempio si può decidere di ottenere subito tutte le armi più potenti e aumentare solo in seguito la velocità della navetta, oppure accumulare power-up senza sfruttarli per ottenere in seguito lo scudo, il potere più difficile da ottenere.
L'elenco di tutti i power-up della barra:
- SPEED UP - un aumento della velocità, può essere acquisito fino a cinque volte. All'inizio del gioco è indispensabile data la lentezza della Vic Viper, ma un aumento eccessivo è sconsigliato poiché rende l'astronave quasi incontrollabile.
- MISSILE - la Vic Viper sgancia un missile che precipita al suolo, procedendo sul terreno verso destra per un po' e distruggendo ogni installazione che incontra.
- DOUBLE - l'astronave spara un secondo proiettile con un'angolazione di 45° verso l'alto assieme allo sparo standard.
- LASER - l'astronave spara, al posto del normale proiettile, un sottile laser azzurro che passa attraverso ai nemici.
- OPTION - un'altra delle innovazioni fondamentali del gioco, verrà discussa in un paragrafo successivo.
- ? - uno scudo consistente in una coppia di "amebe" azzurre che si posizionano di fronte alla Vic Viper, proteggendola da 10 proiettili avversari; le due "amebe" si faranno sempre più piccole con ogni colpo subito.

### Le Options
Con le options, Gradius ha introdotto il concetto di pod, ovvero di "aiutante" che segue i movimenti dell'astronave controllata dal giocatore raddoppiandone la potenza di fuoco. Le options sono delle piccole ellissi luminose che seguono tutti i movimenti della Vic Viper, possono essere ottenute tramite la barra dei power-up (fino a un massimo di quattro) e replicano lo sparo che la Vic Viper ha in quel momento; per fare un esempio, se il giocatore è in possesso del missile e del laser, ogni option raccolta in quel momento dal giocatore sparerà a sua volta un missile e un laser alla pressione del pulsante di fuoco.
Ciò garantisce al giocatore una grande potenza di fuoco; inoltre, dato che le options sono indistruttibili e immateriali (nel senso che passano attraverso ai nemici), il giocatore può muovere la navicella in modo che le sue options, seguendola, coprano con i proiettili la più ampia porzione di schermo possibile.

### Comportamento delle armi
Solo le options possono essere raccolte fino a quattro volte: al contrario, l'utilizzo di un'arma (double/laser) esclude l'altra. Fa eccezione il missile che, essendo un'arma secondaria, è sempre disponibile fino alla perdita di una vita.

## Elementi ricorrenti
La serie di Gradius è nota per una serie di elementi che si ripetono pressoché identici in tutti o quasi i giochi della serie.

### Spazio dedicato ai power-up
All'inizio del gioco, e in tutte le sezioni intermedie tra un livello e l'altro, vi è una zona di spazio vuoto percorsa da nemici facili da abbattere: scopo di queste zone è di ricaricare di power-up il giocatore, per meglio fargli affrontare la parte di livello vero e proprio ben più difficile. Di solito i power-up si ottengono distruggendo un'intera formazione di navicelle che procedono in fila indiana o distruggendo all'interno della formazione la navicella di colore diverso dalle altre (di solito rossa anziché azzurra).

### "Big Core" e i nuclei
"Big Core" è il nome con cui è conosciuto il primo boss (e boss ricorrente) di Gradius. Si tratta di una grossa astronave provvista di un vistoso nucleo (core) blu esattamente al centro; questo nucleo è protetto da una serie di barriere. La sfida sta nell'evitare i laser del boss e nel frattempo colpire le barriere, in modo da scoprire il nucleo centrale, e colpire quest'ultimo fino a far esplodere l'astronave. Esistono parecchie ricorrenze e variazioni di "Big Core" lungo i vari capitoli di Gradius, alcune con più nuclei da distruggere.
Nel corso della serie questo concetto si è evoluto in quello di "Gun Wall", ovvero un muro pieno di torrette e altri mezzi di difesa (da cui il nome) e dotato di ben tre nuclei ciascuno protetto da più barriere; solitamente il Gun Wall sbarra la strada verso la fine dell'ultimo livello.

### I Moai
I Moai intergalattici di Gradius sputano anelli luminescenti dalla bocca e possono essere distrutti solo in quel momento, con proiettili dunque sparati nella bocca aperta. Esistono diverse variazioni sul tema, tra cui le versioni comiche e demenziali apparse nei giochi della serie di Parodius.